# منتور، شهرستان اسکودا، میشیگان
منتور (به انگلیسی: Mentor Township) یک منطقهٔ مسکونی در ایالات متحده آمریکا است که در شهرستان اسکودا واقع شده‌است.
 منتور  ۱٬۱۴۳ نفر جمعیت دارد و ۳۸۴ متر بالاتر از سطح دریا واقع شده‌است.